# Бернардо Морандо
Бернардо Морандо (бл. 1540 Падуя або Венеція — між 6 вересня 1600 і 15 жовтня 1601) — італійський архітектор на польській службі, урбаніст, фортифікатор доби Ренесансу.

## Життєпис
Про можливу діяльність Морандо на батьківщині нічого не відомо. Не відомо, де здобував освіту. Приблизно від 1569 кілька років працював у Варшаві. Після того, як у 1572 році Джованні Баттиста ді Квадро полишив роботи при варшавському Королівському замку, Морандо продовжив будівництво, залучивши до цього італійських майстрів. Винаймав після Квадро міську цегельню. 1573 року з невідомих причин виїхав у подорож до Франції. 1575 року повернувся до Варшави і виконав нез'ясовані роботи при колегіаті святого Івана Хрестителя, продовживши роботи розпочаті мулярем А. Вісконті.
Побував (проживав) у Львові, де 1 червня 1578 року уклав угоду з Яном Замойським. Близько 22 років (до самої смерті) працював над реалізацією задумів Замойського. Найвідомішою працею Морандо було розпланування Замостя та його фортифікацій на нових ренесансних засадах — перший в історії Польщі випадок комплексного проєктування і будівництва цілого міста. Збудував у Замості колегіату (1587–1598, нині катедральний собор), дві брами — Люблінську (Любельську) (до 1588) і Львівську (1599), арсенал, низку кам'яниць на Ринковій площі.
У 1589 році на запрошення ради міста знову перебував у Львові для виконання проєкту фортифікацій міста. Реалізовано лише шанці під Високим замком (не збереглися). Це перший у історії Львова випадок, коли достеменно відомо ім'я проєктанта-фортифікатора. Під час перебування у Львові відлучався до Плоскирова (ймовірно для консультацій з побудови Плоскирівського замку, який до нашого часу не зберігся), побував також у Кам'янці-Подільському. Морандо приписують проєктування фортифікацій Шаргорода.